# ジャガイモン
ジャガイモンは、2008年11月13日から2013年3月28日までCS放送のテレ朝チャンネルで放送されていたバラエティ番組である。

## 番組概要
テレビ朝日で2001年4月から2008年9月まで放送されていた「虎ノ門」の後継番組。
「虎ノ門」とは違い生放送は一切行われず、また、全編ロケの時もある。
番組タイトルは第 1回放送にて決定。番組内で企画案を出しあっていたときに出てきたキーワードの一つ「ジャガイモ」から生まれたタイトルで、後から「虎の次はジャガーだからジャガイモン」という意味が付け足された。

## 出演者
- いとうせいこう
- 勝俣州和

## これまでの放送内容
| 2008年 | 2008年         | 2008年                      | 2008年 |
| 回数   | 初回放送日     | 放送内容                    | ゲスト |
| ------ | -------------- | --------------------------- | --- |
| 第 1回 | 2008年11月13日 | 新番組立ち上げ 公開構成会議 | 高須光聖（構成） 矢澤春樹（構成） 瀬戸口修（プロデューサー） 杉村全陽（プロデューサー） 森永牧子（美術） 荒木美住（デジタルコンテンツセンター） 長澤剛史（イベント事業部）                                                                                             |
| 第 2回 | 2008年11月27日 | どうでもいい話              | バカリズム 桐畑トール キングオブコメディ 川元文太（ダブルブッキング） 吉村崇（平成ノブシコブシ） 原口あきまさ 小川麻琴 |
| 第 3回 | 2008年12月11日 | もうちょっとの話を供養する  | バッファロー吾郎 バカリズム 桐畑トール キングオブコメディ 川元文太（ダブルブッキング） 吉村崇（平成ノブシコブシ） 原口あきまさ 小川麻琴 |
| 第 4回 | 2008年12月25日 | クリスマスディナーショー    | マシンガンズ さくらんぼブービー 火災報知器 マッチポンプ ハリウッドザコシショウ ビーグル38 熊本健吾 なすなかにし スパローズ いとうあさこ オキシジェン ぺる こばやしけん太 Wエンジン ふとっちょ☆カウボーイ ダブルダッチ 浜ロン Bコース ダブルブッキング オジンオズボーン |

| 2009年 | 2009年         | 2009年                   | 2009年 |
| 回数   | 初回放送日     | 放送内容                 | ゲスト |
| ------ | -------------- | ------------------------ | --- |
| 第 5回 | 2009年1月22日  | 奥高尾縦走               | 川元文太（ダブルブッキング） 吉村崇（平成ノブシコブシ） 小川麻琴 |
| 第 6回 | 2009年2月5日   | 奥高尾縦走               | 川元文太（ダブルブッキング） 吉村崇（平成ノブシコブシ） 小川麻琴 |
| 第 7回 | 2009年2月19日  | ふりかけを皆で考えよう！ | 高須光聖 小川麻琴 岩元綾乃（コスミック出版） |
| 第 8回 | 2009年3月5日   | 第 2回どうでもいい話     | 桐畑トール 浜ロン 川元文太（ダブルブッキング） 吉村崇（平成ノブシコブシ） U字工事 しずる |
| 第 9回 | 2009年3月19日  | 水槽ロードショー         | 桐畑トール 浜ロン 川元文太（ダブルブッキング） 吉村崇（平成ノブシコブシ） しずる |
| 第10回 | 2009年4月2日   | 函館・大間を満喫しよう   | 川元文太（ダブルブッキング） 小川麻琴 |
| 第11回 | 2009年4月16日  | 函館・大間を満喫しよう   | 川元文太（ダブルブッキング） 小川麻琴 |
| 第12回 | 2009年4月30日  | 函館・大間を満喫しよう   | 川元文太（ダブルブッキング） 小川麻琴 |
| 第13回 | 2009年5月14日  | どうするどうなる緊急会議 | カンニング竹山 桐畑トール 川元文太（ダブルブッキング） 吉村崇（平成ノブシコブシ） U字工事 小川麻琴 向井伊希子                                                                                        |
| 第14回 | 2009年5月28日  | カンニング竹山単独ライブ | カンニング竹山／ 観覧席：桐畑トール 浜ロン 川元文太（ダブルブッキング） 小川麻琴 向井伊希子 |
| 第15回 | 2009年6月11日  | マダイを釣ろう！         | 桐畑トール 小川麻琴 永井裕策 清水希香 中田喜之（ラブカップル） ／ 川元文太（ダブルブッキング）（エンディングのみ）                                                                                   |
| 第16回 | 2009年6月25日  | 写生大会 IN 沼津         | 桐畑トール 川元文太（ダブルブッキング） 中田喜之（ラブカップル） 小川麻琴 |
| 第17回 | 2009年7月9日   | 函館の旅 番外編！        | 川元文太（ダブルブッキング） 小川麻琴 |
| 第18回 | 2009年7月23日  | Road to 富士登山！       | 川元文太（ダブルブッキング） 小川麻琴 |
| 第19回 | 2009年8月6日   | Road to 富士登山！       | 川元文太（ダブルブッキング） 小川麻琴 |
| 第20回 | 2009年8月20日  | 富士山に登ろう！         | 川元文太（ダブルブッキング） 吉村崇（平成ノブシコブシ） 小川麻琴 小山弘訓 清水希香 廣田勇介（FUJIYAMA GUIDES） 谷山宏典（山岳ライター）                                                              |
| 第21回 | 2009年9月3日   | 富士山に登ろう！         | 川元文太（ダブルブッキング） 吉村崇（平成ノブシコブシ） 小川麻琴 小山弘訓 清水希香 廣田勇介（FUJIYAMA GUIDES） 谷山宏典（山岳ライター）                                                              |
| 第22回 | 2009年9月17日  | 第 3回どうでもいい話     | バカリズム 桐畑トール 浜ロン 川元文太（ダブルブッキング） 木本武宏（TKO） 角田晃広（東京03） 気谷ゆみか 中島妙子 小山弘訓                                                                            |
| 第23回 | 2009年10月1日  | いとうゼミナール         | バカリズム 桐畑トール 川元文太（ダブルブッキング） 気谷ゆみか 中島妙子 |
| 第24回 | 2009年10月29日 | いとうゼミナール         | 桐畑トール 川元文太（ダブルブッキング） 小川麻琴 気谷ゆみか 中島妙子／朗読：勝田和宏（テレビ朝日アナウンサー）                                                                                       |
| 第25回 | 2009年11月12日 | 第4回どうでもいい話      | 桐畑トール 川元文太（ダブルブッキング） 小川麻琴 小沢一敬（スピードワゴン） チョップリン 吉川正洋（ダーリンハニー） 木村圭太（さくらんぼブービー） 相沢まき 小山弘訓                                 |
| 第26回 | 2009年11月26日 | いとうゼミナール         | バカリズム 桐畑トール 川元文太（ダブルブッキング） 小川麻琴 気谷ゆみか 中島妙子 |
| 第27回 | 2009年12月10日 | 第 5回どうでもいい話     | カンニング竹山 バカリズム 桐畑トール 川元文太（ダブルブッキング） 小川麻琴 小沢一敬（スピードワゴン） どきどきキャンプ                                                                               |
| 第28回 | 2009年12月24日 | クリスマスディナーショー | ガシャァン satomi ラブレターズ Wエンジン ダブルブッキング いとうあさこ オキシジェン ぼれろ テンゲン チョップリン トップリード どきどきキャンプ オテンキ さくらんぼブービー 超新塾 ／観覧席：小川麻琴 |

| 2010年 | 2010年         | 2010年                                                                                   | 2010年 |
| 回数   | 初回放送日     | 放送内容                                                                                 | ゲスト |
| ------ | -------------- | ---------------------------------------------------------------------------------------- | --- |
| 第29回 | 2010年1月21日  | 第 6回どうでもいい話 芸人だらけSP                                                        | 超新塾 トップリード ラブレターズ ぼれろ オキシジェン テンゲン オテンキ Wエンジン |
| 第30回 | 2010年2月4日   | カルチャースクール                                                                       | 講師：吉川正洋（ダーリンハニー） なだぎ武 佐藤満春（どきどきキャンプ） 小沢一敬（スピードワゴン） ／受講生：桐畑トール 小川麻琴 |
| 第31回 | 2010年2月18日  | いとうゼミナール                                                                         | 桐畑トール 川元文太（ダブルブッキング） 小川麻琴 気谷ゆみか 中島妙子 ／朗読：野村真季（テレビ朝日アナウンサー） |
| 第32回 | 2010年3月4日   | 第7回どうでもいい話                                                                      | 新妻悠太（トップリード） 青島あきな 川元文太（ダブルブッキング） 小沢一敬（スピードワゴン） 浜ロン 川島邦裕（野性爆弾） 松田大輔（東京ダイナマイト） 中川杏奈 |
| 第33回 | 2010年3月18日  | あの人ならこんな伝説あるかもしれない選手権                                               | 川元文太（ダブルブッキング） 小沢一敬（スピードワゴン） 新妻悠太（トップリード） 浜ロン 松田大輔（東京ダイナマイト） |
| 第34回 | 2010年4月15日  | カルチャースクール                                                                       | 講師：吉川正洋（ダーリンハニー） カンニング竹山 小沢一敬（スピードワゴン） ／受講生：桐畑トール 小川麻琴 |
| SP     | 2010年4月17日  | どうでもいい話スペシャル （「上田ちゃんネル24時間ぐらいTV2010」内）                      | 古坂大魔王 桐畑トール 浜ロン 小沢一敬（スピードワゴン） 小川麻琴 吉村崇（平成ノブシコブシ） クールポコ ガンビーノ小林 アンガールズ 川元文太（ダブルブッキング） どきどきキャンプ 中野腐女子シスターズ（喜屋武ちあき 乾曜子 虎南有香） ／VTR出演：関根勤 小堺一機 オードリー |
| 第35回 | 2010年4月29日  | カルチャースクール                                                                       | 講師：岸学（どきどきキャンプ） 松田大輔（東京ダイナマイト） 武田テキサス（弾丸ジャッキー） 福島和可菜 ／受講生：桐畑トール 小川麻琴 |
| 第36回 | 2010年5月13日  | どうでもいい話 〜上田ちゃんネル24時間ぐらいTV コラボSP （2010年4月17日放送SP回の編集版） | 古坂大魔王 桐畑トール 浜ロン 小沢一敬（スピードワゴン） 小川麻琴 吉村崇（平成ノブシコブシ） クールポコ ガンビーノ小林 アンガールズ 川元文太（ダブルブッキング） どきどきキャンプ 中野腐女子シスターズ（喜屋武ちあき 乾曜子 虎南有香） |
| 第37回 | 2010年5月27日  | どうでもいい話 〜上田ちゃんネル24時間ぐらいTV コラボSP （2010年4月17日放送SP回の編集版） | 古坂大魔王 桐畑トール 浜ロン 小沢一敬（スピードワゴン） 小川麻琴 吉村崇（平成ノブシコブシ） クールポコ ガンビーノ小林 アンガールズ 川元文太（ダブルブッキング） どきどきキャンプ 中野腐女子シスターズ（喜屋武ちあき 乾曜子 虎南有香） |
| 第38回 | 2010年6月10日  | フレッシュマン応援ネタ祭り                                                               | エレファントジョン 少年少女 トップリード 流れ星 シャカ エルシャラカーニ 高橋工房 いまぶーむ（現・なすなかにし） シンボルタワー 2丁拳銃 三拍子 ビーグル38 ホーム・チーム ハマカーン ラブレターズ 超新塾 ／観覧席：みひろ |
| 第39回 | 2010年6月24日  | 一発ギャグ王を探せ！                                                                     | 与座嘉秋（ホーム・チーム） 末高斗夢 桐畑トール ゴールドハンバーグ 三本松みきお じゃい・ゆうぞう（インスタントジョンソン） 山野拓也（ブラックパイナーSOS） ラブシングル中田（ラブカップル） 植松俊介（シャカ） THE石原 児島ひろし（二つの爆発音） ハリウッドザコシショウ おねだり豊 ちゅうえい（流れ星） キューティー上木 上林尊久（グーとパー） 福島善成（ガリットチュウ） ／審査員：みひろ |
| 第40回 | 2010年7月8日   | 第 2回伝説王                                                                             | 小沢一敬（スピードワゴン） カジ（さくらんぼムービー） 川元文太（ダブルブッキング） 小堀裕之（2丁拳銃） 今野浩喜（キングオブコメディ） |
| 第41回 | 2010年7月22日  | いとうゼミナール                                                                         | 小沢一敬（スピードワゴン） 桐畑トール 川元文太（ダブルブッキング） 気谷ゆみか 中島妙子 ／朗読：野村真季（テレビ朝日アナウンサー） |
| 第42回 | 2010年8月5日   | 格安ツアー IN 鹿児島                                                                     | 岸学（どきどきキャンプ） 小川麻琴 |
| 第43回 | 2010年8月19日  | 格安ツアー IN 鹿児島                                                                     | 岸学（どきどきキャンプ） 小川麻琴 |
| 第44回 | 2010年9月2日   | 格安ツアー IN 鹿児島                                                                     | 岸学（どきどきキャンプ） 小川麻琴 |
| 第45回 | 2010年9月30日  | 第 8回どうでもいい話                                                                     | 川元文太（ダブルブッキング） 小沢一敬（スピードワゴン） ホーム・チーム 山本栄治（アンバランス） 長浜之人（キャン×キャン） 大水洋介（ラバーガール） じゃい（インスタントジョンソン） 福島和可菜 |
| 第46回 | 2010年10月14日 | ジャガイモン党 マニフェスト会議                                                          | 川元文太（ダブルブッキング） 小沢一敬（スピードワゴン） 長浜之人（キャン×キャン） じゃい（インスタントジョンソン） 松田大輔（東京ダイナマイト） |
| 第47回 | 2010年10月28日 | カルチャースクール                                                                       | 講師：長浜之人（キャン×キャン） 相澤正久（サンミュージックプロダクション代表取締役社長） 浜谷健司（ハマカーン） ／受講生：カンニング竹山 桐畑トール 小川麻琴 |
| 第48回 | 2010年11月11日 | カルチャースクール                                                                       | 講師：吉川正洋（ダーリンハニー） いまぶーむ 桐畑トール ／受講生：カンニング竹山 桐畑トール 小川麻琴 |
| 第49回 | 2010年11月25日 | カルチャースクール野外演習 前編                                                          | 講師：武田テキサス（弾丸ジャッキー） 福島和可菜 ／受講生：桐畑トール 岸学（どきどきキャンプ） 小川麻琴 |
| 第50回 | 2010年12月9日  | クリスマスディナーショー                                                                 | タモンズ クロヤギ 鬼ヶ島 小林アナ シャカ ムートン ほたるゲンジ シンボルタワー リトレイン ふとっちょ☆カウボーイ ずん ハマカーン カジ ヒカリゴケ ハリウッドザコシショウ ／観覧席：谷桃子 森はるか 田中涼子 木村好珠 |
| 第51回 | 2010年12月23日 | 足利グルメグランプリ                                                                     | 小川麻琴 松田大輔（東京ダイナマイト） 大豆生田実（足利市長） 松崎愛（足利おり姫ファッション大使） 小山弘訓 |

| 2011年 | 2011年         | 2011年                                                | 2011年 |
| 回数   | 初回放送日     | 放送内容                                              | ゲスト |
| ------ | -------------- | ----------------------------------------------------- | --- |
| 第52回 | 2011年1月20日  | カルチャースクール野外演習 後編                       | 講師：武田テキサス（弾丸ジャッキー） 福島和可菜 ／受講生：桐畑トール 岸学 小川麻琴 |
| 第53回 | 2011年2月3日   | どうでもいい話 若手芸人だらけスペシャル               | シャカ ずん 鬼ヶ島 小林アナ タモンズ ハマカーン ふとっちょ☆カウボーイ シンボルタワー |
| 第54回 | 2011年2月17日  | カルチャースクール                                    | 講師：浜谷健司（ハマカーン） ひぐち君（髭男爵） KICK☆ ／受講生：岸学 田中涼子 |
| 第55回 | 2011年3月3日   | 第10回どうでもいい話                                  | 岸学（どきどきキャンプ） 髭男爵 浜谷健司（ハマカーン） 長浜之人（キャン×キャン） 尾関高文（THE GEESE） KICK☆ せんちゃん（クールポコ） 田中涼子 |
| 第56回 | 2011年3月17日  | ジャガイモン党 マニフェスト会議                       | 小沢一敬（スピードワゴン） 川元文太（ダブルブッキング） 松田大輔（東京ダイナマイト） 角田晃広（東京03 ） チャンカワイ（Wエンジン） |
| 第57回 | 2011年4月14日  | 第 1回最高のキス委員会                                | 小沢一敬（スピードワゴン） 川元文太（ダブルブッキング） 松田大輔（東京ダイナマイト） 角田晃広（東京03 ） チャンカワイ（Wエンジン） |
| 第58回 | 2011年4月28日  | カルチャースクール                                    | 講師：長浜之人（キャン×キャン） やついいちろう（エレキコミック） 与座よしあき ／受講生：桐畑トール 福島和可菜 |
| 第59回 | 2011年5月12日  | 第1回名言格言製作委員会                               | 小沢一敬（スピードワゴン） やついいちろう（エレキコミック） 川元文太（ダブルブッキング） 長浜之人（キャン×キャン） 尾関高文（ザ・ギース） |
| 第60回 | 2011年5月26日  | 第11回どうでもいい話                                  | 小沢一敬（スピードワゴン） 飯尾和樹（ずん） バカリズム キングオブコメディ 高倉陵（三拍子） 大水洋介（ラバーガール） 小川麻琴 |
| 第61回 | 2011年6月9日   | 第 2回最高のキス委員会                                | 小沢一敬（スピードワゴン） やついいちろう（エレキコミック） バカリズム 今野浩喜（キングオブコメディ） 大水洋介（ラバーガール） |
| 第62回 | 2011年6月23日  | いとうゼミナール                                      | 小沢一敬（スピードワゴン） 桐畑トール 川元文太（ダブルブッキング） 気谷ゆみか 中島妙子 |
| 第63回 | 2011年7月7日   | 第1回新解釈漢字委員会                                 | 小沢一敬（スピードワゴン） 古坂大魔王 川元文太（ダブルブッキング） 松田大輔（東京ダイナマイト） 大水洋介（ラバーガール） 璃娃 |
| 第64回 | 2011年7月21日  | 第3回伝説王                                           | 小沢一敬（スピードワゴン） やついいちろう（エレキコミック） バカリズム 松田大輔（東京ダイナマイト） 大水洋介（ラバーガール） |
| 第65回 | 2011年8月4日   | 第12回どうでもいい話                                  | 小沢一敬（スピードワゴン） TKO やついいちろう（エレキコミック） バカリズム 松田大輔（東京ダイナマイト） 大水洋介（ラバーガール） 田中涼子 |
| 第66回 | 2011年8月18日  | カルチャースクール                                    | 講師：猫ひろし 佐藤満春（どきどきキャンプ） じゃい（インスタントジョンソン） 小川麻琴 ／受講生：桐畑トール 小川麻琴 |
| 第67回 | 2011年9月1日   | 第4回伝説王                                           | 小沢一敬（スピードワゴン） やついいちろう（エレキコミック） 川元文太（ダブルブッキング） 松田大輔（東京ダイナマイト） 角田晃広（東京03） |
| 第68回 | 2011年9月29日  | せいこうさん勝俣さん いつもお世話になってますツアー！ | 松田大輔（東京ダイナマイト） 小川麻琴 岸学（どきどきキャンプ） KICK☆ |
| 第69回 | 2011年10月13日 | せいこうさん勝俣さん いつもお世話になってますツアー！ | 小川麻琴 KICK☆ 小沢一敬（スピードワゴン） じゃい（インスタントジョンソン） 桐畑トール 相沢まき |
| 第70回 | 2011年10月27日 | 第 1回THEフリートーク                                 | 小沢一敬（スピードワゴン） やついいちろう（エレキコミック） 川元文太（ダブルブッキング） 松田大輔（東京ダイナマイト） KICK☆ 相沢まき |
| 第71回 | 2011年11月10日 | KICK☆奇跡のサイキックSHOW                             | KICK☆ 小沢一敬（スピードワゴン） 相沢まき 岸学（どきどきキャンプ） |
| 第72回 | 2011年11月24日 | 第13回どうでもいい話                                  | やついいちろう（エレキコミック） チャンカワイ（Wエンジン） 大水洋介（ラバーガール） AMEMIYA ヒロシ 大波康平（タモンズ） 岩崎う大（かもめんたる） 時東ぁみ |
| 第73回 | 2011年12月8日  | ダンディー選手権                                      | やついいちろう（エレキコミック） 岸学（どきどきキャンプ） 長友光弘（響） チャンカワイ（Wエンジン） 大水洋介（ラバーガール） 相沢まき |
| 第74回 | 2011年12月22日 | クリスマスディナーショー                              | エルシャラカーニ かもめんたる ヒカリゴケ ななめ45° ZEN（超新塾） うしろシティ ニッチェ なすなかにし タイムマシーン3号 ハマカーン 夢のクスクス丸（かもめんたる岩崎う大と彼の母親・岩崎陽子によるスペシャルユニット） 少年感覚 トミドコロ トップリード 流れ星 ずん ／セクシーサンタ審査員：佐藤さくら 齊藤夢愛 中村愛 |

| 2012年 | 2012年         | 2012年                           | 2012年 |
| 回数   | 初回放送日     | 放送内容                         | ゲスト |
| ------ | -------------- | -------------------------------- | --- |
| 第75回 | 2012年1月19日  | どうでもいい話 フレッシュマンSP  | ななめ45° ZEN タイムマシーン3号 トミドコロ ニッチェ かもめんたる ヒカリゴケ うしろシティ 岩崎陽子                                                                                           |
| 第76回 | 2012年2月2日   | ジャガイモン党 政策委員会        | 小沢一敬（スピードワゴン） 飯尾和樹（ずん） 松田大輔（東京ダイナマイト） やついいちろう（エレキコミック） 浜谷健司（ハマカーン） 小川麻琴                                                   |
| 第77回 | 2012年2月16日  | 第2回THEフリートーク             | 小沢一敬（スピードワゴン） 飯尾和樹（ずん） 松田大輔（東京ダイナマイト） やついいちろう（エレキコミック） 浜谷健司（ハマカーン） 小川麻琴                                                   |
| 第78回 | 2012年3月15日  | 第 3回最高のキス委員会           | 小沢一敬（スピードワゴン） 松田大輔（東京ダイナマイト） 長友光弘（響） チャンカワイ（Wエンジン） トミドコロ                                                                                 |
| 第79回 | 2012年3月29日  | 第15回どうでもいい話             | スギちゃん 上田浩二郎（Hi-Hi） 長友光弘（響） ヒロシ 川元文太（ダブルブッキング） 江上敬子（ニッチェ） 大波康平（タモンズ） 森山愛子                                                        |
| 第80回 | 2012年4月12日  | 第 3回THEフリートーク            | エレキコミック ラバーガール 川島明（麒麟） 濱田准 |
| 第81回 | 2012年4月26日  | カルチャースクール               | 講師：山本浩司（タイムマシーン3号） 岩崎う大（かもめんたる） 浜谷健司（ハマカーン） ／受講生：やついいちろう（エレキコミック） 森山愛子                                                     |
| 第82回 | 2012年5月10日  | 第 1回イマイチトーク             | やついいちろう（エレキコミック） 松田大輔（東京ダイナマイト） 飛永翼（ラバーガール） トミドコロ イーグル溝神（超新塾） 駒谷仁美                                                             |
| 第83回 | 2012年5月24日  | THE天然記念人                    | カンニング竹山 ひぐち君（髭男爵） 高倉陵（三拍子） 山本しろう（エルシャラカーニ） 上田浩二郎（Hi-Hi） 瀧上伸一郎（流れ星） 相沢まき 小川麻琴 小山弘訓                                       |
| 第84回 | 2012年6月7日   | 第4回THEフリートーク             | 博多大吉（博多華丸・大吉） 川島明（麒麟） 松田大輔（東京ダイナマイト） タイガー福田（超新塾） ももいろクローバーZ（玉井詩織 佐々木彩夏 有安杏果 高城れに） 藤岡みなみ                       |
| 第85回 | 2012年6月21日  | 第2回ダンディー選手権            | やついいちろう（エレキコミック） 川島明（麒麟） 松田大輔（東京ダイナマイト） 長友光弘（響） 大水洋介（ラバーガール） 相沢まき                                                               |
| 第86回 | 2012年7月5日   | ジャガイモン党 政策委員会        | 小沢一敬（スピードワゴン） 川島明（麒麟） 飯尾和樹（ずん） 川元文太（ダブルブッキング） トミドコロ 相沢まき                                                                                 |
| 第87回 | 2012年7月19日  | 第 2回THE天然記念人              | 小沢一敬（スピードワゴン） さがね正裕（X-GUN） 高倉陵（三拍子） 山本しろう（エルシャラカーニ） 上田浩二郎（Hi-Hi） 瀧上伸一郎（流れ星） ZEN クールポコ                                      |
| 第88回 | 2012年8月2日   | 第16回どうでもいい話             | 竹若元博（バッファロー吾郎） やついいちろう（エレキコミック） 与座よしあき 松田大輔（東京ダイナマイト） 岸学（どきどきキャンプ） 松雪オラキオ（弾丸ジャッキー） 高倉陵（三拍子） 藤岡みなみ |
| 第89回 | 2012年8月16日  | 地球防衛軍 秘密戦隊 天然ファイブ | 井戸田潤（スピードワゴン） さがね正裕（X-GUN） イーグル溝神（超新塾） KICK☆ 山本しろう（エルシャラカーニ）                                                                                  |
| 第90回 | 2012年9月13日  | カルチャースクール               | 講師：高倉陵（三拍子） 藤岡みなみ 松雪オラキオ（弾丸ジャッキー） ／受講生：松田大輔（東京ダイナマイト） 小川麻琴                                                                            |
| 第91回 | 2012年9月27日  | 人生5大ニュース                  | 井戸田潤（スピードワゴン） ヒロシ 上田浩二郎（Hi-Hi） 長浜之人（キャン×キャン） 飛永翼（ラバーガール）                                                                                      |
| 第92回 | 2012年10月11日 | 人生5大ニュース                  | 井戸田潤（スピードワゴン） ヒロシ 上田浩二郎（Hi-Hi） 長浜之人（キャン×キャン） 飛永翼（ラバーガール）                                                                                      |
| 第93回 | 2012年10月25日 | 第2回イマイチトーク              | 小沢一敬（スピードワゴン） 飯尾和樹（ずん） 長浜之人（キャン×キャン） 川元文太（ダブルブッキング） 松雪オラキオ（弾丸ジャッキー） 久住小春                                                  |
| 第94回 | 2012年11月8日  | 第1回新感覚ことわざ委員会        | 小沢一敬（スピードワゴン） 飯尾和樹（ずん） 井上聡（次長課長） 川島明（麒麟） やついいちろう（エレキコミック） 川元文太（ダブルブッキング）                                                 |
| 第95回 | 2012年11月22日 | ジャガイモン党 政策委員会        | 井上聡（次長課長） 松田大輔（東京ダイナマイト） 川島明（麒麟） 大水洋介（ラバーガール） 松雪オラキオ（弾丸ジャッキー）                                                                      |
| 第96回 | 2012年12月6日  | 第2回新感覚ことわざ委員会        | バッファロー吾郎A（バッファロー吾郎） やついいちろう（エレキコミック） 山本栄治（アンバランス） 角田晃広（東京03） じゃい（インスタントジョンソン） 川元文太（ダブルブッキング）            |
| 第97回 | 2012年12月20日 | 年末特別企画 2012年を振り返ろう  | 小沢一敬（スピードワゴン） 小島よしお 角田晃広（東京03） 浜谷健司（ハマカーン） 高倉陵（三拍子）                                                                                            |

| 2013年  | 2013年        | 2013年                      | 2013年 |
| 回数    | 初回放送日    | 放送内容                    | ゲスト |
| ------- | ------------- | --------------------------- | --- |
| 第98回  | 2013年1月17日 | 人生5大ニュース             | 小沢一敬（スピードワゴン） 小島よしお 山本栄治（アンバランス） KICK☆ 相沢まき |
| 第99回  | 2013年1月31日 | 人生5大ニュース             | 小沢一敬（スピードワゴン） 小島よしお 山本栄治（アンバランス） KICK☆ 相沢まき |
| 第100回 | 2013年2月14日 | 放送100回記念 もってけ100円 | 小沢一敬（スピードワゴン） 岸学（どきどきキャンプ） 川元文太（ダブルブッキング） さがね正裕（X-GUN） じゃい（インスタントジョンソン） ちゅうえい（流れ星） トミドコロ 長浜之人（キャン×キャン） 浜谷健司（ハマカーン） 山本しろう（エルシャラカーニ） 与座よしあき ／審査員：相沢まき |
| 第101回 | 2013年2月28日 | 神々のお悩み相談室          | 飯尾和樹（ずん） 小沢一敬（スピードワゴン） 川島明（麒麟） さがね正裕（X-GUN） 小川麻琴 |
| 第102回 | 2013年3月14日 | 人生5大ニュース             | 松田大輔（東京ダイナマイト） 小川麻琴 小沢一敬（スピードワゴン） 山本栄治（アンバランス） 相沢まき |
| 第103回 | 2013年3月28日 | 神々のお悩み相談室          | 小沢一敬（スピードワゴン） 松田大輔（東京ダイナマイト） 相沢まき 山本栄治（アンバランス） KICK☆ 小川麻琴 川元文太（ダブルブッキング） |

## コーナー
- どうでもいい話

自分にとっては大事なことで、どうしても人に伝えたい話なのだが、他人にとってはどうでもいい話を披露する。
- もうちょっとの話を供養する

途中までは良かったのにオチが弱かった話やオチが成立しなかった話など、地上波トーク番組で使うには一歩及ばなかった話を披露し、ある程度話がたまってきたところで出演者全員が合掌し、供養した。
- クリスマスディナーショー

クリスマスの恒例企画。若手芸人がクリスマスをテーマにしたネタを披露する。タイトルに「ディナーショー」とあることから、いとうせいこうと勝俣州和はタキシードを着用し、テーブルにはワインを用意してディナーショーの雰囲気を出している。

当初は「音楽界で言う山下達郎のクリスマス・イブやワム!のラスト・クリスマスのような、いわゆるクリスマスの定番をお笑いの中から出していきたい」という目的で作られたコーナーだったが、2009年からは「クリスマスに寂しく過ごしている人を元気づけよう」というものになった。
- ふりかけを皆で考えよう！

全国各地のご当地ふりかけを試食し、最後には出演者それぞれがオリジナルふりかけを提案した。
- 水槽ロードショー

水槽をドラマの1シーンに見立てて、水槽の中を漂う金魚や水草などに出演者がアドリブでアテレコを行い、ドラマを完成させようというもの。
- どうするどうなる緊急会議

各出演者が今の悩みを打ち明け、他のメンバーが解決策を提案しあった。
- カンニング竹山単独ライブ

カンニング竹山がスタジオで単独ライブを開催。「全ての質問に答えます」と「オヤジの教訓」の二部構成。
- 写生大会 IN 沼津

「函館・大間を満喫しよう」の最中に行われた写生対決の結果に納得のいかないいとうせいこうがリベンジのために開催。
- いとうゼミナール

近畿大学国際人文科学研究所の教授でもあるいとうせいこうが、ゼミ形式で小説の書き方を講義する。
- カルチャースクール

ゲストが講師となり、自身の得意分野についての講義をする。
| 放送回        | 講師                    | 講義内容                                     |
| ------------- | ----------------------- | -------------------------------------------- |
| 第30回        | 吉川正洋                | 鉄学（鉄道）                                 |
| 第30回        | なだぎ武                | ダム                                         |
| 第30回        | 佐藤満春                | トイレ                                       |
| 第30回        | 小沢一敬                | 恋                                           |
| 第34回        | 吉川正洋                | 鉄学2                                        |
| 第34回        | カンニング竹山          | サンミュージックのお笑いの歴史               |
| 第34回        | 小沢一敬                | 初恋                                         |
| 第35回        | 岸学                    | お菓子                                       |
| 第35回        | 松田大輔                | お母さんの素晴らしさ                         |
| 第35回        | 武田テキサス 福島和可菜 | 自衛隊                                       |
| 第47回        | 長浜之人                | そうだったのか？沖縄                         |
| 第47回        | 相澤正久                | 東京のお城                                   |
| 第47回        | 浜谷健司                | “人類の大先輩”ゴキブリ                       |
| 第48回        | 吉川正洋                | 鉄学3                                        |
| 第48回        | 那須晃行                | 打ち上げ花火                                 |
| 第48回        | 中西茂樹                | アニメソング                                 |
| 第48回        | 桐畑トール              | スナック                                     |
| 第49回 第52回 | 武田テキサス 福島和可菜 | 自衛隊 野外演習                              |
| 第54回        | 浜谷健司                | 昆虫からの恩恵                               |
| 第54回        | ひぐち君                | うさぎ                                       |
| 第54回        | KICK☆                   | 日常で使えるサイキック                       |
| 第58回        | 長浜之人                | そうだったのか沖縄2                          |
| 第58回        | やついいちろう          | 稲川淳二ライブの魅力                         |
| 第58回        | 与座よしあき            | ジャッキー・チェン                           |
| 第66回        | 猫ひろし                | マラソン                                     |
| 第66回        | 佐藤満春                | トイレ2                                      |
| 第66回        | じゃい                  | ギャンブル                                   |
| 第66回        | 小川麻琴                | 私の体を作っているもの（ベーグル、米粉パン） |
| 第81回        | 山本浩司                | 愛すべき観葉植物                             |
| 第81回        | 岩崎う大                | リクガメのススメ                             |
| 第81回        | 浜谷健司                | 昆虫                                         |
| 第90回        | 高倉陵                  | 立ち食いそばの楽しみ方                       |
| 第90回        | 藤岡みなみ              | パンダ（初級）                               |
| 第90回        | 松雪オラキオ            | 内村航平の凄さ                               |

- あの人ならこんな伝説あるかもしれない選手権（第 2回より「伝説王」に改称）

大物芸能人や漫画の主人公をテーマに、架空の伝説を考える。
- フレッシュマン応援ネタ祭り

フレッシュマンを元気にするネタで鬱々とした気分を吹き飛ばしてもらおうというコンセプトで、若手芸人が社会人・フレッシュマンを題材にしたネタを披露する。
- 一発ギャグ王を探せ！

自ら考案したオリジナル一発ギャグで競い合いトーナメント形式で優勝者を決める。審査は勝俣州和とゲスト審査員が行う。
- ジャガイモン党　マニフェスト会議

勝俣州和幹事長、いとうせいこう選挙対策局長による架空の政党、ジャガイモン党のマニフェストを考える。経済対策や教育問題などのテーマに対して党員（ゲスト）が政策を提案、その中から一つを選出して党のマニフェストとする。
- 足利グルメグランプリ

栃木県足利市栗田美術館にて開催された第 1回足利グルメグランプリに参加。各ブースにてエントリーされたグルメを堪能しながらキャッチコピーをつけて回り、最後に「ジャガイモン賞」を決定した。

なお、この回は足利市のケーブルテレビ局であるわたらせテレビでも放送された。
- 最高のキス委員会

妄想大好きな「最高のキス委員会」メンバー（ゲスト）が、アニメキャラクターや海外セレブをテーマに、「もしもあの人とキスをするなら」という妄想を、シチュエーションやキスに至るまでのやりとりを織り交ぜながらマネキンを相手に実演する。
- 名言格言製作委員会

テーマに基づいたゲストの実体験エピソードから、オリジナルの名言・格言を作る。
- 新解釈漢字委員会

日本独特の文化をさす言葉を、中国人にもわかるよう漢字で表現する。最終的に勝俣州和が選定したものを、北京出身タレントである璃娃（レイアイ）に中国語で発音してもらう。
- せいこうさん勝俣さん いつもお世話になってますツアー！

ジャガイモン常連メンバーが、いとうせいこう・勝俣州和をとっておきの場所に案内し、おもてなしするツアー。
- KICK☆奇跡のサイキックSHOW

サイキック芸人であるKICK☆が、スタジオで自身の超能力を披露する。たらいロシアンルーレットなどに挑戦。
- ダンディー選手権

「ダンディーな○○」というお題で様々な競技に挑戦。最もダンディーだった男に「キング・オブ・ダンディー」の称号と副賞のダンディーグッズが与えられる。
- ジャガイモン党　政策委員会

架空の政党、ジャガイモン党が今後どういう問題を取り組むべきかを議論していく。1つの議題から様々な政策を提案する「マニフェスト会議」とは違い、各議員（ゲスト）が取り組むべき議題をプレゼンし、全員で討論する。そして「本会議行き」（採用）と「分科会で再検討」（不採用）に振り分ける。
- イマイチトーク

「今一番の○○」というテーマでフリートークをする。番組の最初に出演者全員で話したいトークテーマをカードに記入し、抽選でトークテーマを決める。
- THE天然記念人

芸能界に生息する「天然様」を保護するという趣旨で、このコーナーでは天然ボケの人を「天然様」と呼び、推薦者が連れてきた天然様の天然ボケエピソードを披露する。最終的に最も天然だと思われた人を「天然記念人」に認定する。
- 地球防衛軍 秘密戦隊 天然ファイブ

地球の危機を救うために作り上げた秘密部隊・天然ファイブの能力を検証する。メンバーは井戸田＝天然レッド、さがね＝天然グリーン、イーグル＝天然ブラック、KICK☆＝天然イエロー、山本＝天然ブルー。地球の危機的問題に対して天然ファイブが解決策を提案しあうというものだが、テーマは地球温暖化のような実在する問題から、もうすぐ巨大隕石が衝突する、街中がゾンビだらけになってしまったという架空の問題、さらには子供のトマト嫌いを直したい、風邪をひかない方法を知りたいなどの身近な相談事まで多岐にわたる。
- 人生5大ニュース

良くも悪くも人生に影響を及ぼした5大ニュースをランキング形式で発表する。
- 新感覚ことわざ委員会

有名なことわざを、現代人でも理解しやすい言葉に置き換えて新ことわざを作る。
- 2012年を振り返ろう

ゲストそれぞれが2012年を表す一文字を発表、1年を3か月ずつ4つのブロックに分け、各ブロックでその一文字にちなんだエピソードトークをする。
- 放送100回記念　もってけ100円

放送100回を記念した大盤振る舞い企画。ゲストの芸人が1分以内の即興ネタを披露し、審査員の勝俣州和、相沢まきの二人から「○」の札が上がれば、放送100回にちなんで100円を獲得できるというもの。ネタはギャグ、物ボケ、ショートコントなど何でもOKで、2人以上のユニットでネタを披露しても良い。
- 神々のお悩み相談室

「お悩み箱」に届いた人間界の様々な悩み事・相談事を神様に扮した出演者たちが解決するというもの。出演者は皆月桂冠と白いローブを着用したギリシャ風の神様の格好をしており、「○○（各自の名前）の神」という名前になっている。

## スタッフ[1]
- 構成：高須光聖、木村圭太、矢澤春樹
- 企画：瀬戸口修
- AP：相馬恵美
- ディレクター：岡本光弘
- 演出：福岡和哉
- プロデューサー：杉村全陽
- 制作協力：respo
- 制作著作：テレビ朝日